# Gamelia catharina
Gamelia catharina är en fjärilsart som beskrevs av Max Wilhelm Karl Draudt 1929. Gamelia catharina ingår i släktet Gamelia och familjen påfågelsspinnare. Inga underarter finns listade i Catalogue of Life.